# Компанія Гудзонової затоки

Прапор Компанії Гудзонової Затоки

Компа́нія Гу́дзонової Зато́ки (англ. Hudson's Bay Company, фр. Compagnie de la Baie d'Hudson) — найстаріша британська торговельна корпорація, здійснювала торгівлю хутром у Північній Америці; одна з найстаріших торговельних компаній у світі.

## Заснування
Компанію Гудзонової Затоки засновано в травні 1670 на правах торгівлі хутрами з індіанцями по всій території, води річок якої впадають у Гудзонову затоку. Тодішня назва згаданої території — Земля Руперта. З часів побудови її першого офісу та штаб-квартири в Йорк-Факторі на північних берегах Гудзонової затоки компанія займалася майже усією торгівлею в британській Північній Америці.
Зі самих початків Компанія Гудзонової Затоки ставила собі за завдання освоєння регіону та пошуку північно-західного морського шляху: протягом кількох століть займалась першими дослідженнями території і де-факто виступала як уряд в багатьох регіонах континенту до заснування великих поселень.

## Торговельна діяльність
Компанія Гудзонової Затоки володіла монополією на торгівлю хутрами у певних регіонах Канади до 1859 — та засновувала факторії, як і по території майбутньої Канади, так і на американському заході. У 1870 перейшла в канадську власність.
Компанія зіграла велику роль в освоєнні Канади і американського північного заходу і продовжувала залишатися крупною фірмою з продажу хутровини, залізняку, нафти, газу, деревини тощо. У пізньому 19-му сторіччі, її великі володіння стали найбільшим компонентом у згодом сформованому Канадському Домініоні: насправді Компанія Гудзонової Затоки була найбільшим приватним землевласником. Із занепадом торгівлі хутром, компанія перепрофіліювалась на продаж необхідних товарів для переселенців на канадському заході. Сьогодні компанія відома мережею універмагів та магазинів по всій Канаді.